# Piazza Cortevecchia
Piazza Cortevecchia è una piazza nel centro storico  di Ferrara ricavata dall'abbattimento dell'edificio che dagli anni 30 ospitava il mercato del pesce.

## Storia

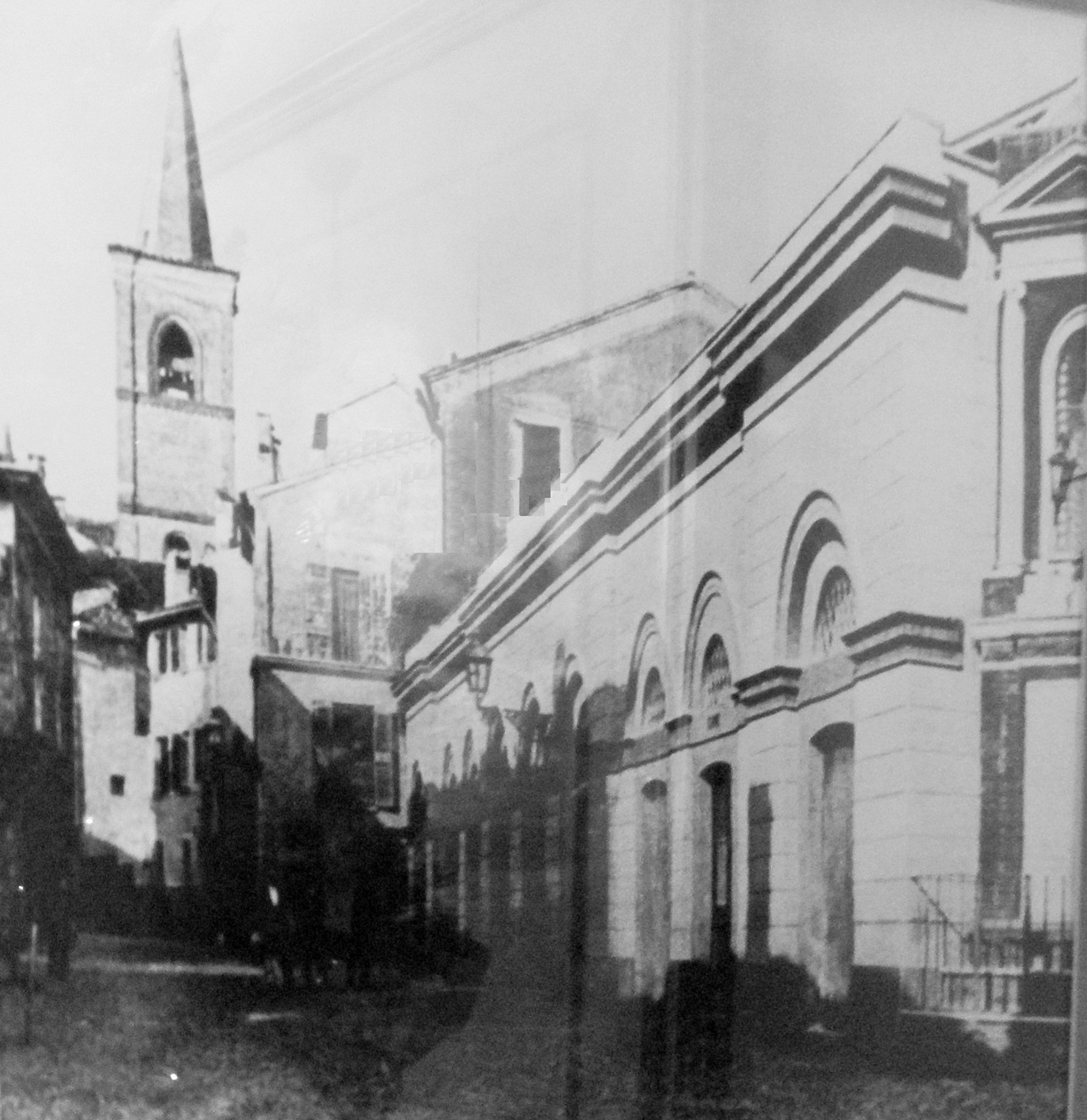
Vecchia foto di via Cortevecchia quando era presente, al posto della piazza attuale, il mercato del pesce.

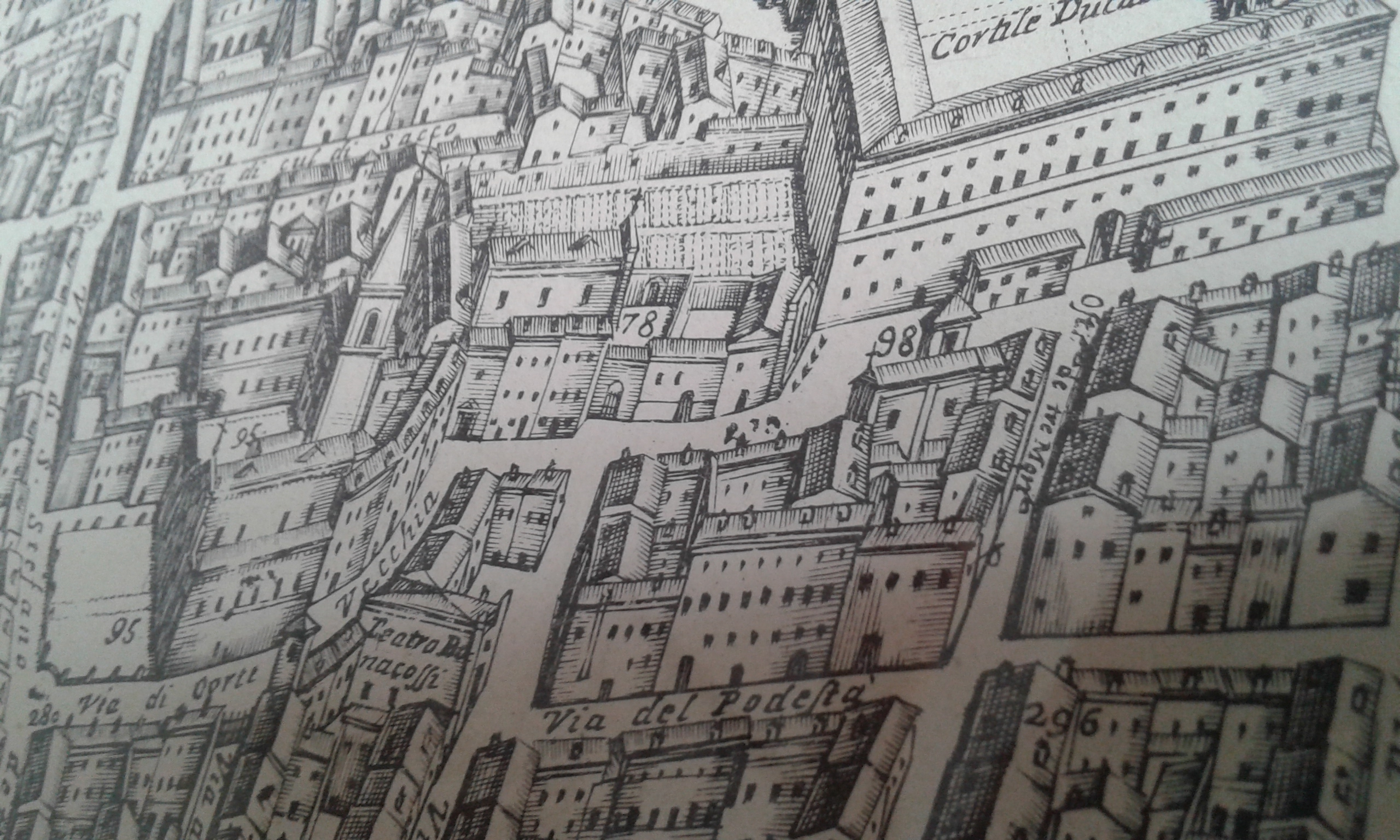
L'area della piazza Cortevecchia nell'opera di Andrea Bolzoni del 1747.

Un tempo la piazza ospitava nel XVI secolo la Sala Grande del Teatro di Alfonso II d'Este che venne in seguito demolito per fare spazio ad edifici di servizio alla corte passando poi, nel XIX secolo, ad ospitare una caserma dei vigili del fuoco.
Una volta demoliti anche questi edifici vi fu costruito il mercato del pesce in stile littorio negli anni '30 del '900 dall'ingegnere Carlo Savonuzzi, a loro volta demoliti negli anni 60.

## Tempi recenti
Situata in prossimità del Duomo e della vicina Piazza del Municipio, la piccola piazza è collegata direttamente a Piazza Trento e Trieste attraverso l'omonima via Cortevecchia.
Circa dagli anni 60 è stata utilizzata come area di parcheggio ma dal 2024 non più, in quanto, il 23 maggio 2024 è stata innaugurata la nuova piazza Cortevecchia, ricostruita grazie all'idea vincente dell'architetto Mario Assisi. Un progetto che segna un'importante trasformazione green per Ferrara che dà la possibilità alla piazza di essere frequentata anche nei mesi estivi, grazie alla piantumazione di sedici platani ad alto fusto che garantiscono un'ombreggiatura gradevole e riducono il fenomeno dell'isola di calore all'interno della piazza. Inoltre, viene utilizzata una tecnologia innovativa chiamata Permavoid, utile a convogliare l'acqua piovana dai pluviali dei palazzi circostanti alle piante, attraverso contenitori appositamente creati sotto la piazza.
A breve distanza, spostandosi su via Cortevecchia, si incontra via del Turco e proseguendo ancora verso ovest si arriva al Vicolo dei Duelli, punto caratteristico della Ferrara medievale.

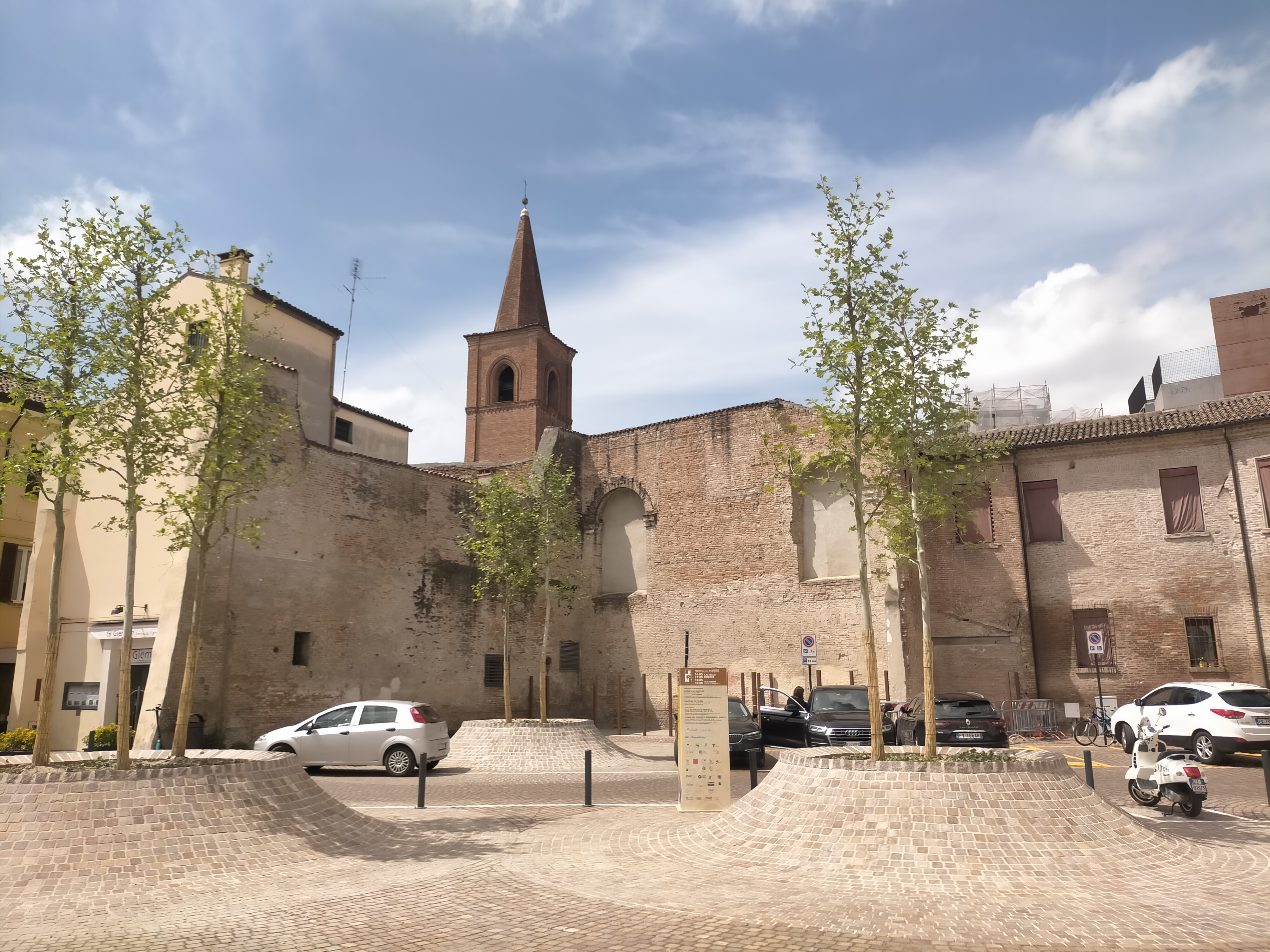
La nuova piazza Cortevecchia, ancora in fase di miglioramenti e aggiornamenti.